# Narethanti
Narethanti (en népalais : नरेठाँटी) est un comité de développement villageois du Népal situé dans le district de Baglung. Au recensement de 2011, il comptait 3 259 habitants.